# Filattiera
Filattiera település Olaszországban, Massa-Carrara megyében. Lakosainak száma 2185 fő (2023. január 1.). Filattiera Corniglio, Pontremoli, Villafranca in Lunigiana, Bagnone és Mulazzo községekkel határos.

## Népesség
A település népességének változása:
| Lakosok száma | 2301 | 2285 | 2185 |
|               | 2017 | 2018 | 2023 |